# アントン・ファルチ
アントン・ファルチ (Anton C. Falch ：アントン・C・ファルチ、1860年12月4日 - 1936年3月31日) は、アメリカ合衆国ウィスコンシン州ミルウォーキー出身のプロ野球選手。
MLBが本格的に発足する前の19世紀に、ユニオン・アソシエーション (UA) 所属のミルウォーキー・ブルワーズで1シーズンだけプレイした。

## 経歴
1884年9月30日にメジャーデビューを果たしたが、同年10月10日がファルチにとって最後の試合となり以後、メジャーでプレイする機会はなかった。この年はヒットを2本放ち、打率.111という成績を残した。
1936年3月31日、ウィスコンシン州の都市・ミルウォーキーで逝去し、同都市にあるユニオン・セメトリーに埋葬された。
19世紀に1シーズンだけプレイした選手である為、投打の利き腕や出場した試合の詳細は不明である。

## 詳細情報

### 年度別打撃成績
| 年 度     | 球 団     | 試 合 | 打 席 | 打 数 | 得 点 | 安 打 | 二 塁 打 | 三 塁 打 | 本 塁 打 | 塁 打 | 打 点 | 盗 塁 | 盗 塁 死 | 犠 打 | 犠 飛 | 四 球 | 敬 遠 | 死 球 | 三 振 | 併 殺 打 | 打 率 | 出 塁 率 | 長 打 率 | O P S |
| --------- | --------- | ----- | ----- | ----- | ----- | ----- | -------- | -------- | -------- | ----- | ----- | ----- | -------- | ----- | ----- | ----- | ----- | ----- | ----- | -------- | ----- | -------- | -------- | ----- |
| 1884      | MIL       | 5     | 18    | 18    | 0     | 2     | 0        | 0        | 0        | 2     | -     | -     | -        | -     | -     | 0     | -     | -     | -     | -        | .111  | .111     | .111     | .222  |
| 通算：1年 | 通算：1年 | 5     | 18    | 18    | 0     | 2     | 0        | 0        | 0        | 2     | -     | -     | -        | -     | -     | 0     | -     | -     | -     | -        | .111  | .111     | .111     | .222  |

- 「-」は公式記録なし。